# صبحه
صبحه (به عربی: صبحة) یک شهرداری در الجزایر است که در استان الشلف واقع شده‌است. صبحه ۲۸٬۶۴۶ نفر جمعیت دارد.